# Junior Malanda
Bernard Malanda-Adje (Brussel, 28 augustus 1994 – nabij Porta Westfalica, 10 januari 2015), alias Junior Malanda, was een Belgisch voetballer die als defensieve middenvelder speelde. Hij speelde bij onder meer SV Zulte Waregem en VfL Wolfsburg. Op 10 januari 2015 overleed hij op 20-jarige leeftijd door een auto-ongeluk.

## Carrière

### Jeugd
Malanda begon met voetballen bij Sint-Agatha-Berchem. Nadien maakte hij de overstap naar FC Ganshoren alvorens bij RSCUP Dieleghem Jette te belanden. Vervolgens speelde hij een jaar voor FC Brussels, waar hij een ploegmaat werd van onder meer Adnan Januzaj. RSC Anderlecht nam hem in mei 2005 op in de jeugdopleiding. Twee jaar later verruilde Malanda de Belgische club voor  Lille OSC, waar hij in het seizoen 2011/12 meer dan vijftien wedstrijden speelde in het tweede elftal.

### Zulte Waregem
Begin juli 2012 trok SV Zulte Waregem de Belgische jeugdinternational aan. Hij tekende een contract voor drie seizoenen bij het team van Francky Dury. Malanda werd aanvankelijk voorgesteld als een verdediger, maar kreeg bij Zulte Waregem de positie van verdedigende middenvelder. In de eerste helft van het seizoen 2012/13 speelde de sterke middenvelder zich meermaals in de kijker. Hij kan sindsdien rekenen op de interesse van clubs als Club Brugge, KRC Genk, RSC Anderlecht, Ajax, FC Twente, Tottenham Hotspur, Newcastle United, Everton, Fulham en Udinese. Na dat seizoen had Malanda zijn zinnen gezet op een transfer. Zulte Waregem weigerde om mee te werken aan zijn transfer, waarop Malanda zijn contract verbrak via de Wet van '78. Op 30 juli 2013 werd bekend dat Malanda zijn transfer naar het buitenland beethad. Hij tekende een vijfjarig contract bij VfL Wolfsburg, dat hem een seizoen aan SV Zulte Waregem verhuurde. Op 2 november 2013 scoorde hij twee doelpunten Achter de Kazerne tegen KV Mechelen.

### VfL Wolfsburg
Op 28 december 2013 kondigde Malanda op Twitter aan dat hij twee dagen eerder in de wedstrijd tegen RSC Anderlecht zijn laatste wedstrijd had gespeeld voor Zulte Waregem en dat hij na de winterstop voor VfL Wolfsburg zal uitkomen. Hij maakte zijn debuut voor de club op 8 februari 2014 in de wedstrijd tegen Mainz 05 door in de 82ste minuut in te vallen voor Christian Träsch. Zijn eerste doelpunt maakte hij op 25 maart 2014 in de wedstrijd tegen Werder Bremen. Malanda zou van januari 2014 tot januari 2015 uiteindelijk aan 17 wedstrijden en 2 doelpunten komen.

## Statistieken
| Seizoen   | Club               | Land      | Competitie    | Weds | Doelp |
| --------- | ------------------ | --------- | ------------- | ---- | ----- |
| 2011/2012 | Lille OSC II       | Frankrijk | CFA           | 17   | 1     |
| 2012/2013 | SV Zulte Waregem   | België    | Eerste klasse | 35   | 3     |
| 2013/2014 | VfL Wolfsburg      | Duitsland | Bundesliga    | 7    | 2     |
| 2013/2014 | → SV Zulte Waregem | België    | Eerste klasse | 17   | 3     |
| 2014/2015 | VfL Wolfsburg      | Duitsland | Bundesliga    | 10   | 0     |
|           |                    |           | Totaal        | 86   | 9     |

## Internationaal
Malanda doorliep alle nationale jeugdploegen. Hij debuteerde in 2013 in het Belgisch voetbalelftal onder 21. Hij speelde hiervoor vijftien wedstrijden, waarin hij twee doelpunten maakte. Tot aan zijn dood was hij aanvoerder van de beloftenploeg.

## Overlijden
Malanda overleed op 10 januari 2015 na een auto-ongeval op de A2-autosnelweg nabij Porta Westfalica. Hij was op weg naar de luchthaven om met zijn ploeggenoten van Wolfsburg te vertrekken naar Zuid-Afrika voor een trainingsstage. Vriend en jeugdspeler van RSC Anderlecht Anthony D'Alberto zat achter het stuur. Hij werd net als vriend en jeugdspeler van Standard Luik Jordan Atheba zwaargewond afgevoerd naar het ziekenhuis. Malanda zelf was op slag dood. In de media verschenen verschillende berichten over de snelheid van de wagen en de geldigheid van het rijbewijs van de bestuurder. Deze werden door de politie ontkracht. Volgens het officiële politieverslag werd het ongeval veroorzaakt doordat de bestuurder zijn snelheid niet aanpaste aan de weersomstandigheden. Het was een regenachtige dag met veel wind. Malanda had daarbij zijn veiligheidsgordel niet om en werd uit de wagen geslingerd, wat hem fataal werd. De uitvaartdienst voor Malanda werd op 20 januari 2015 gehouden in de basiliek van Koekelberg.
Op de uitreiking van de Ballon d'Or verwees zowel Nadine Keßler, winnares in de categorie voetbalster van het jaar, als Ralf Kellerman, winnaar in de categorie beste coach in het vrouwenvoetbal, bij hun overwinningstoespraak naar het heengaan van de Wolfsburgspeler. Jeugdvriend Romelu Lukaku droeg zijn doelpunt voor Everton in een FA Cup-wedstrijd tegen West Ham United op aan Malanda. Op de uitreiking van de Gouden Schoen werd stilgestaan bij het overlijden van Malanda door Jan Mulder en Dennis Praet. Op de 21ste speeldag van de Jupiler Pro League hielden alle ploegen voor aftrap 1 minuut stilte als eerbetoon. In de 1-3 gewonnen wedstrijd op Waasland-Beveren hielden de supporters van SV Zulte Waregem een sfeeractie met vlaggen en spandoeken met daarop de beeltenis van Malanda en zijn toenmalig rugnummer 28. In de 28ste minuut werd zijn naam zowel door de Waregemse als de Beverse supporters gescandeerd.